# 4899 Кандасе
4899 Кандасе (4899 Candace) — астероїд головного поясу, відкритий 9 травня 1988 року.
Тіссеранів параметр щодо Юпітера — 3,418.